# Melodinus densistriatus
Melodinus densistriatus är en oleanderväxtart som beskrevs av Markgraf. Melodinus densistriatus ingår i släktet Melodinus och familjen oleanderväxter. Inga underarter finns listade i Catalogue of Life.